# Fairview Township (comté d'Allamakee, Iowa)
Fairview Township est un township, du comté d'Allamakee en Iowa, aux États-Unis,. Il est organisé en 1855.